# Kirby et le Pinceau arc-en-ciel
Kirby et le Pinceau arc-en-ciel, connu au Japon sous le titre Touch! Kirby Super Rainbow (タッチ！カービィ スーパーレインボー, Tatchi! Kābī Sūpāreinbō) et en Amérique du Nord sous le titre Kirby and the Rainbow Curse, est un jeu vidéo de plates-formes de la série Kirby développé par HAL Laboratory et édité par Nintendo. Il est sorti sur Wii U le 22 janvier 2015 au Japon, le 20 février 2015 en Amérique du Nord, le 7 mai 2015 en France et le 8 mai 2015 dans le reste de l'Europe.
Le jeu est compatible avec les figurines amiibo des personnages issus de la franchise.

## Histoire
Les couleurs de Kirby, des habitants et de Dream Land ont été aspirées par Glaizia, une vilaine apparue par un portail magique. Un pinceau magique nommé Éline surgit de ce portail pour redonner leurs couleurs originales à Kirby et ses amis Waddle Dees, qui partent alors à la poursuite de Glaizia pour restaurer la couleur Dream Land.

## Système de jeu
Kirby et le pinceau arc-en-ciel reprend le système de jeu de Kirby : Le Pinceau du pouvoir. Le joueur dirige Kirby, en forme de boule, via l'écran tactile du Wii U GamePad en dessinant des lignes arc-en-ciel. La vitesse de déplacement du personnage peut être accélérée en faisant des loopings. À l'instar de Kirby : Au fil de l'aventure, Kirby dispose de plusieurs transformations, tel le sous-marin, la fusée ou le tank. Le jeu propose vingt-huit stages dans l'aventure principal, et plus de quarante en mode challenge.
Dans certains niveaux, le joueur peut placer un amiibo compatible pour donner à Kirby de nouvelles apparences et des pouvoirs supplémentaires. L'amiibo Kirby permet de placer des Turbo Étoiles quand vous voulez, celui du Roi DaDiDou offre des barres de vie supplémentaires tandis que celui de Meta Knight augmente la vitesse de pointe de Kirby et lui permet de charger des ennemis.

## Développement
Le jeu est développé par le studio HAL Laboratory sous la direction de Kazushige Masuda. Quand l'équipe de développement découvre pour la première fois le Wii U GamePad, elle a l'idée de mettre en place un système de jeu asymétrique pour le mode multijoueur du prochain Kirby. Les joueurs utilisant les télécommande Wii pour diriger un personnage de manière traditionnelle, tandis que le joueur avec le GamePad peut tracer des lignes pour guider Kirby, système déjà utilisé dans le jeu Kirby : Le Pinceau du pouvoir sur Nintendo DS.
Le jeu est dévoilé pour la première fois lors de l'E3 2014. Il est commercialisé le 22 janvier 2015 au Japon, le 20 février 2015 en Amérique du Nord, le 7 mai 2015 en France, le 8 mai 2015 dans le reste de l'Europe et le 9 mai 2015 en Australie.

## Accueil

### Ventes
Lors de sa première semaine de commercialisation au Japon, le jeu s'écoule à plus de 32 000 exemplaires.